# Thomas Krisp
Thomas Krisp (* 25. September 1961 in Aachen) ist ein ehemaliger deutscher Fußballspieler.

## Werdegang
Krisp stammt aus der Jugendabteilung von Alemannia Aachen und begann dort auch seine Profikarriere in der 2. Bundesliga. Sein erstes Spiel machte er am 7. Mai 1983 gegen SC Freiburg. Nachdem er in seiner ersten Saison nur zweimal eingesetzt worden war, avancierte er zum Stammspieler. Den einzigen Treffer seiner Profizeit erzielte er am 7. April 1984 zum 1:0-Erfolg gegen den SC Charlottenburg.
Schließlich wurde Borussia Mönchengladbach auf ihn aufmerksam und er wechselte 1984 zur Borussia in die Bundesliga. Sein erstes Bundesligaspiel machte Krisp am 24. August 1984, dem ersten Spieltag der Saison, gegen den FC Schalke 04. In vier Jahren spielte er 56-mal in der Bundesliga. Dazu kamen zehn Einsätze im UEFA-Pokal und zwei im DFB-Pokal.
Nach einer Saison bei Türk Gücü München kehrte er 1989 zu Alemannia Aachen zurück und spielte 1989/90 noch einmal in der 2. Bundesliga. Nach dem Abstieg der Aachener ins Amateurlager wechselte Krisp für zwei Jahre zum SC Viktoria Köln und kehrte dann erneut zur Alemannia zurück. Dort spielte er noch bis 1996 in der Ober- und Regionalliga. 1996 wechselte er zu Rhenania Würselen; mit dem Verein stieg er 1997 in die Oberliga Nordrhein auf.
Krisps Vater Herbert Krisp spielte ebenfalls für die Alemannia und stand mit der Mannschaft im DFB-Pokalendspiel 1965.